# Drosophila macrothrix
Drosophila macrothrix är en tvåvingeart som beskrevs av Elmo Hardy och Kenneth Y. Kaneshiro 1968. Drosophila macrothrix ingår i släktet Drosophila och familjen daggflugor.
Artens utbredningsområde är Hawaii.